# LaFayette (Kentucky)
Pour les articles homonymes, voir LaFayette.
LaFayette est une ville américaine située dans le comté de Christian, dans le Kentucky. Selon le recensement de 2020, sa population est de 177 habitants.